# El Cos de Policia d'Andorra
El Cos de Policia d'Andorra (in italiano Corpo di Polizia di Andorra) è l'unico corpo di polizia di Andorra. La forza di polizia è costituita da 300 unità.
El Cos de Policia d'Andorra collabora con la Gendarmerie nationale francese, con i Mossos d'Esquadra catalani e la Guardia Civil spagnola.

## Struttura
La struttura organizzativa della polizia nazionale è costituita dalla Direzione della polizia, quattro divisioni che effettuano le varie missioni della polizia, e due "gruppi funzionali".

## Direzione della polizia
La Direzione della Polizia è composta da un direttore, un vicedirettore che ha il grado di commissario di polizia, una segretaria, una direzione per la pianificazione e delle risorse umane responsabile e un assistente amministrativo. Dirige attività di polizia in tutto il Paese. I suoi membri sono nominati dal Governo di Andorra sulla base delle proposte della Ministero degli Interni andorrano.

## Divisioni
El Cos de Policia d'Andorra è formato da quattro divisioni:
- La Divisione di Polizia giudiziaria (simile alla Kriminalpolizei) è responsabile della indagine penale ed è divisa in due unità di indagine. La prima, responsabile delle indagini finalizzate sia alla prevenzione e alla repressione della criminalità, è organizzata in sezioni specializzate su droga, violenza domestica, "Affari generali", criminalità organizzata e riciclaggio. La seconda indaga crimini sottoposti alla sua attenzione ed è anche responsabile per i casi di incidenti alpini. Anche in questo settore è l'Ufficio centrale nazionale della Interpol.
- La Divisione di Pubblica Sicurezza di prossimità e si compone di due unità in uniforme, il cui ruolo è quello di assicurare la sicurezza globale e la sicurezza dei cittadini. L'unità "per la sicurezza dei cittadini" è una polizia di prossimità al fine di prevenire reati e il mantenimento dell'ordine pubblico. L'Unità "per la sensibilizzazione dei cittadini" è un distaccamento della polizia centrale, gestisce la sala stampa, risponde alle domande del pubblico, coordina i servizi esterni e sorveglia le condizioni di detenzione.
- La divisione di sostegno alla polizia è responsabile per il supporto operativo alle altre divisioni, nonché alla Direzione. Esso comprende sei dipartimenti: l'analisi delle informazioni penale; questioni giuridiche, delle tecnologie dell'informazione, formazione, prevenzione e orientamento sociale e di gestione.
- La divisione e di transito per le frontiere si compone di due unità in uniforme: l'Unità di Traffico (simile alla Polizia stradale, moto pattuglie per controllare la circolazione dei veicoli a livello nazionale ed intervenire in caso di degli incidenti) e l'Unità di frontiere o guardia di frontiera ha l'incarico di controllare l'immigrazione alle frontiere), che opera in collaborazione con il Dipartimento dell'Immigrazione.

## Gruppi
El Cos de Policia d'Andorra è formato da sei gruppi:
- protezione dei VIP
- artificieri
- polizia antisommossa
- situazioni di emergenza
- formazione cinofila antidroga e da montagna

I gruppi sono formati da membri specializzati della divisioni precedenti, sono assemblati in risposta ad esigenze specifiche, e sono assistiti da colleghi provenienti da paesi limitrofi (Francia e Spagna in primis) per l'organizzazione di programmi congiunti di formazione.

## Gradi

### Direttori
| Corpo di polizia dell'Andorra |                    |
| Direttore generale            | Direttore aiutante |

| Corpo di polizia dell'Andorra |             |                        |                        |                        |                            |                            |                 |        |
| Commissario maggiore          | Commissario | Ufficiale di 1' classe | Ufficiale di 2' classe | Sottufficiale maggiore | Sottufficiale di 1ª classe | Sottufficiale di 2ª classe | Agente maggiore | Agente |

## Galleria d'immagini

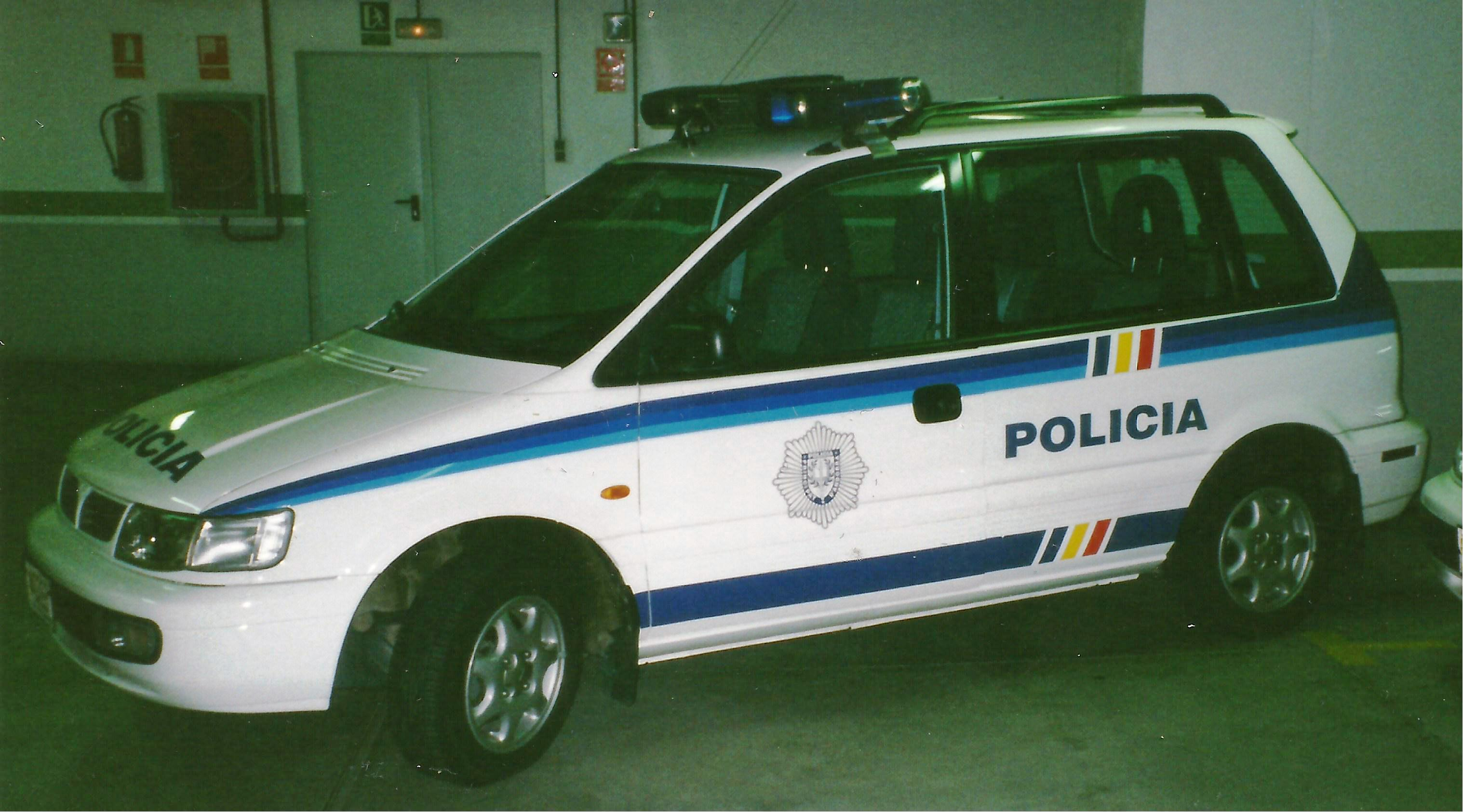
Veicolo del El Cos de Policia d'Andorra.
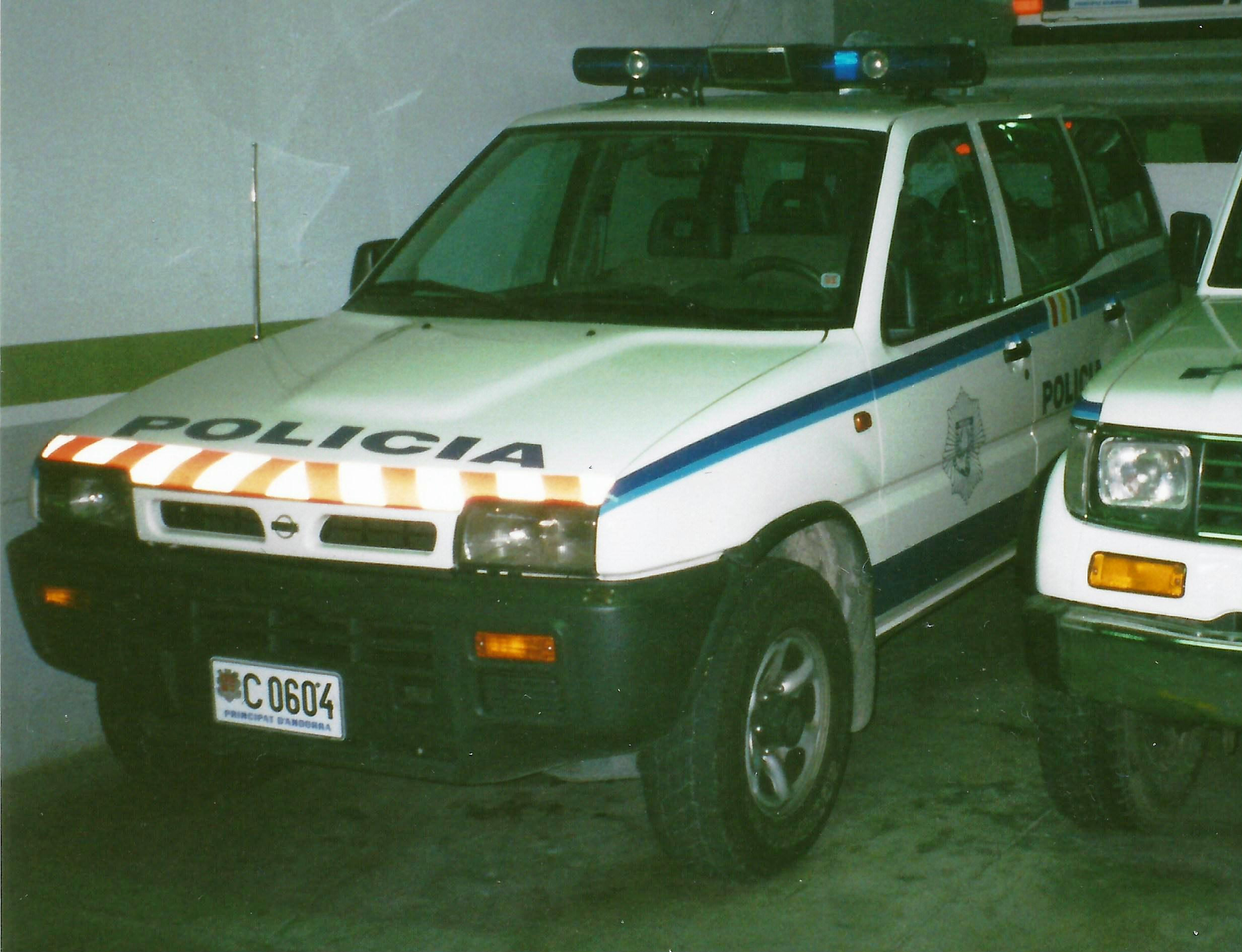
Veicolo del El Cos de Policia d'Andorra.
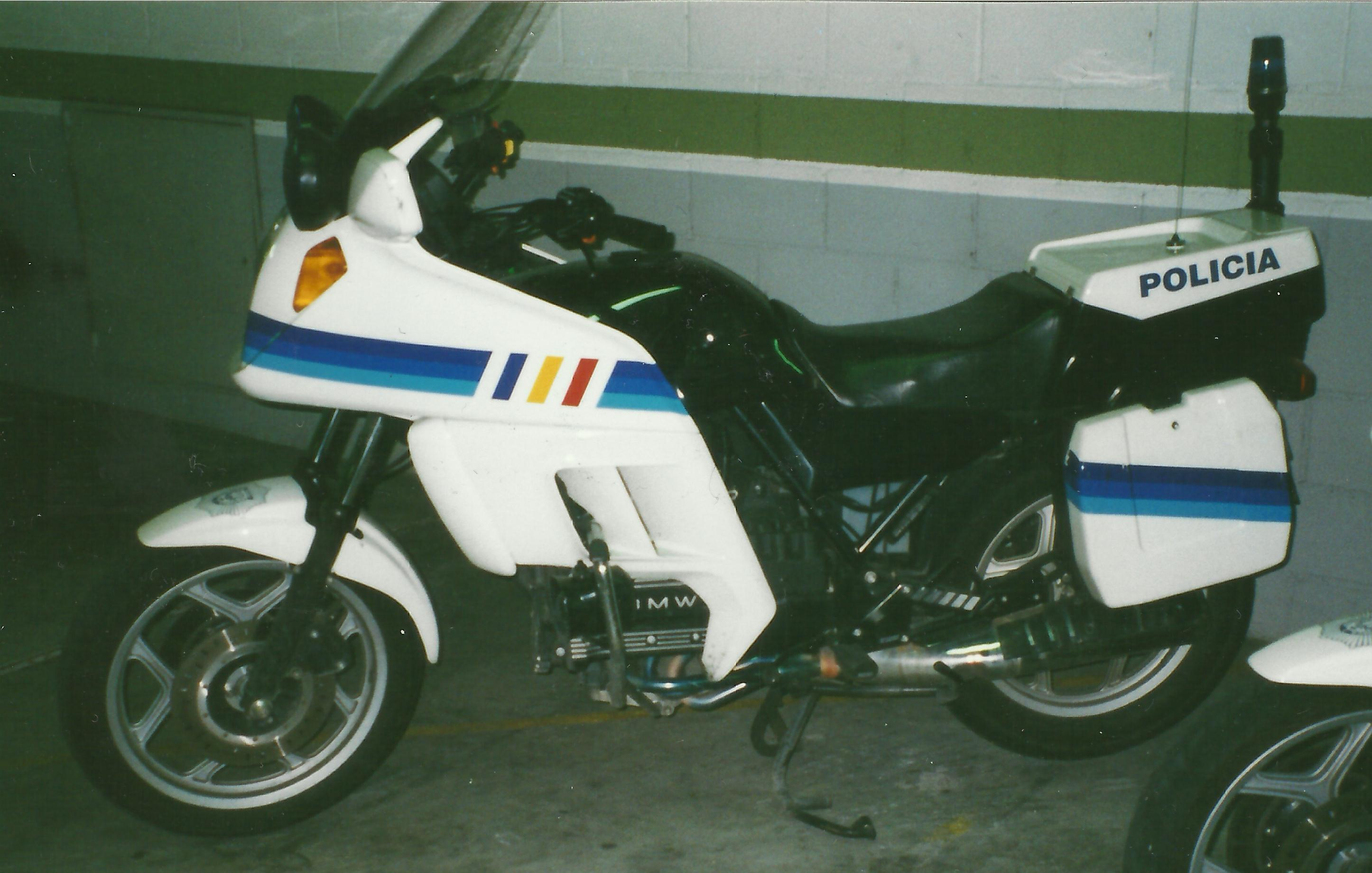
Moto del El Cos de Policia d'Andorra.
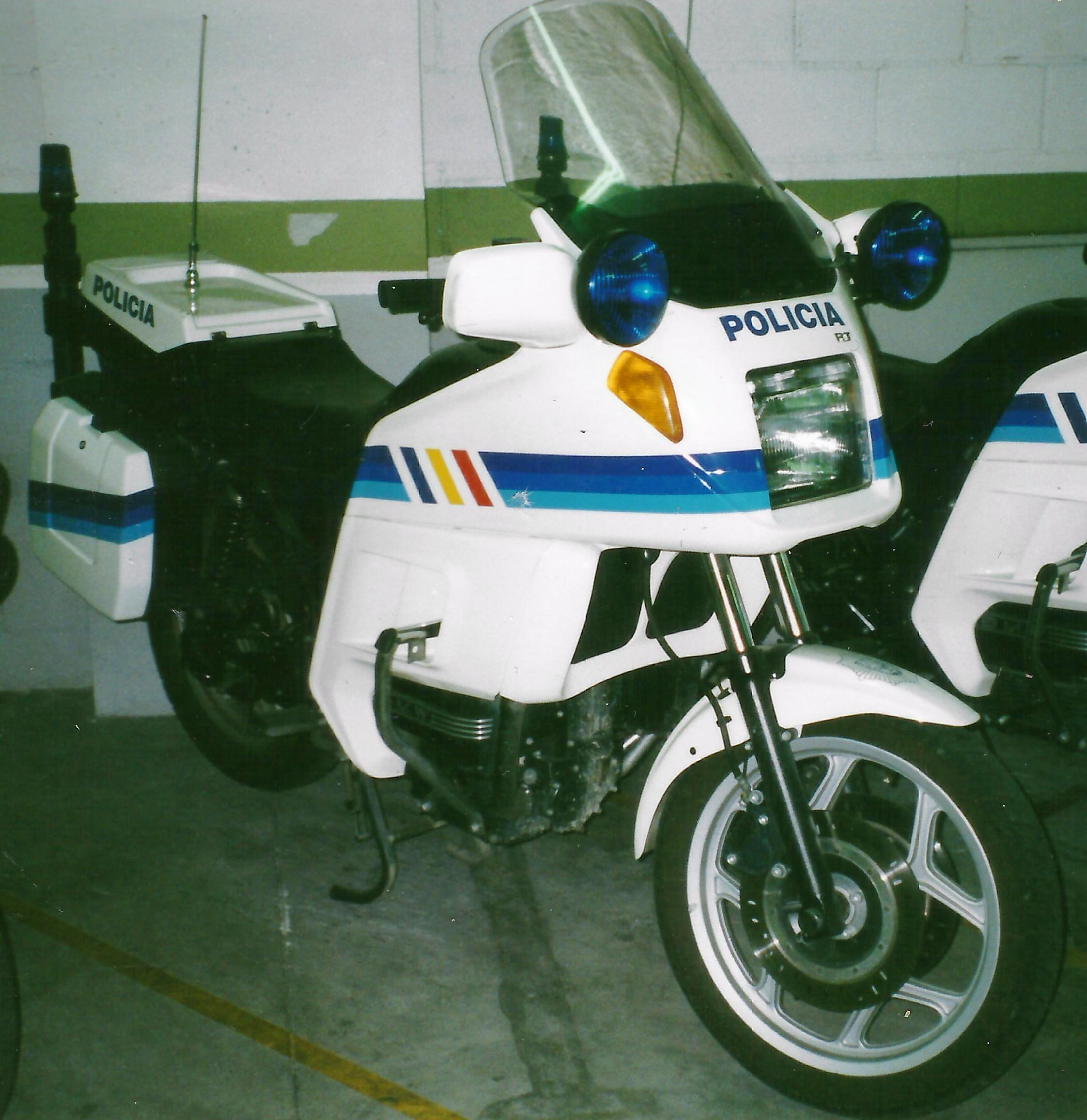
Moto del El Cos de Policia d'Andorra.